# Northern Oak
A Northern Oak angol folk/progresszív/black metal együttes volt 2006-tól 2016-ig.

## Története
2006-ban alakult Sheffieldben. A zenekar neve "északi tölgyfát" jelent. Chris Mole, Elliot Sinclair, James Harris és Daniel Loughran alapították. 2007-ben megjelentettek egy demó lemezt, ugyanebben az évben Catie Williams csatlakozott a Northern Oak-hoz. Első nagylemezük 2008-ban jelent meg. Loughran egyik koncertjük után elhagyta a zenekart. Új tagokkal is kibővült az együttes, Jesse Harrison, Kimberley Sears és Carl Aspinall személyében. Aspinall hamar kiszállt a Northern Oakból, helyére Martin Collins került. 2009-ben Harrison és Sears szintén kiléptek a zenekarból. Helyükre Paul Whibberley került. Ugyanebben az évben a Northern Oak egy EP-t adott ki. 2010-ben piacra került második nagylemezük. 2014-ben megjelentették harmadik stúdióalbumukat. Az együttes 2016-ban feloszlott.

## Tagok
- Martin Collins - ének (2009-2016)
- Chris Mole - akusztikus gitár (2006-2016)
- Catie Williams - furulya (2007-2016)
- Richard Allan - basszusgitár (2009-2016)
- Digby Brown - billentyűk (2010-2016)
- Paul Whibberley - dob (2009-2016)

## További tagok
- Daniel Loughran - dob (2006-2008)
- Elliot Sinclair - billentyűk (2006-2010)
- James Harris - ének (2006-2008)
- Carl Aspinall - ének (2009)
- Jesse Harrison - dob (2008-2009)
- Kimberley Sears - basszusgitár (2008-2009)
- Lindsey Campbell - ének (2007-2008)

## Diszkográfia
- Tales from Rivelin (2008)
- Monuments (2010)
- Of Roots and Flesh (2014)

## Egyéb kiadványok
- Rivelin (demó, 2007)
- Into the Attic, 28th July 2009 (demó)
- Northern Oak (demó, 2010)
- Triptych (EP, 2015)
- Maiden (Revisited) (kislemez, 2018)